# 二苯基-2-吡啶基甲烷
二苯基-2-吡啶基甲烷是一种含氮有机化合物，化学式为C18H15N，与三苯甲烷结构上类似，但其中一个苯基变为2-吡啶基，其药理学性质与其还原产物2-二苯甲基哌啶类似，最早由汽巴精化开发。